# Tęcza

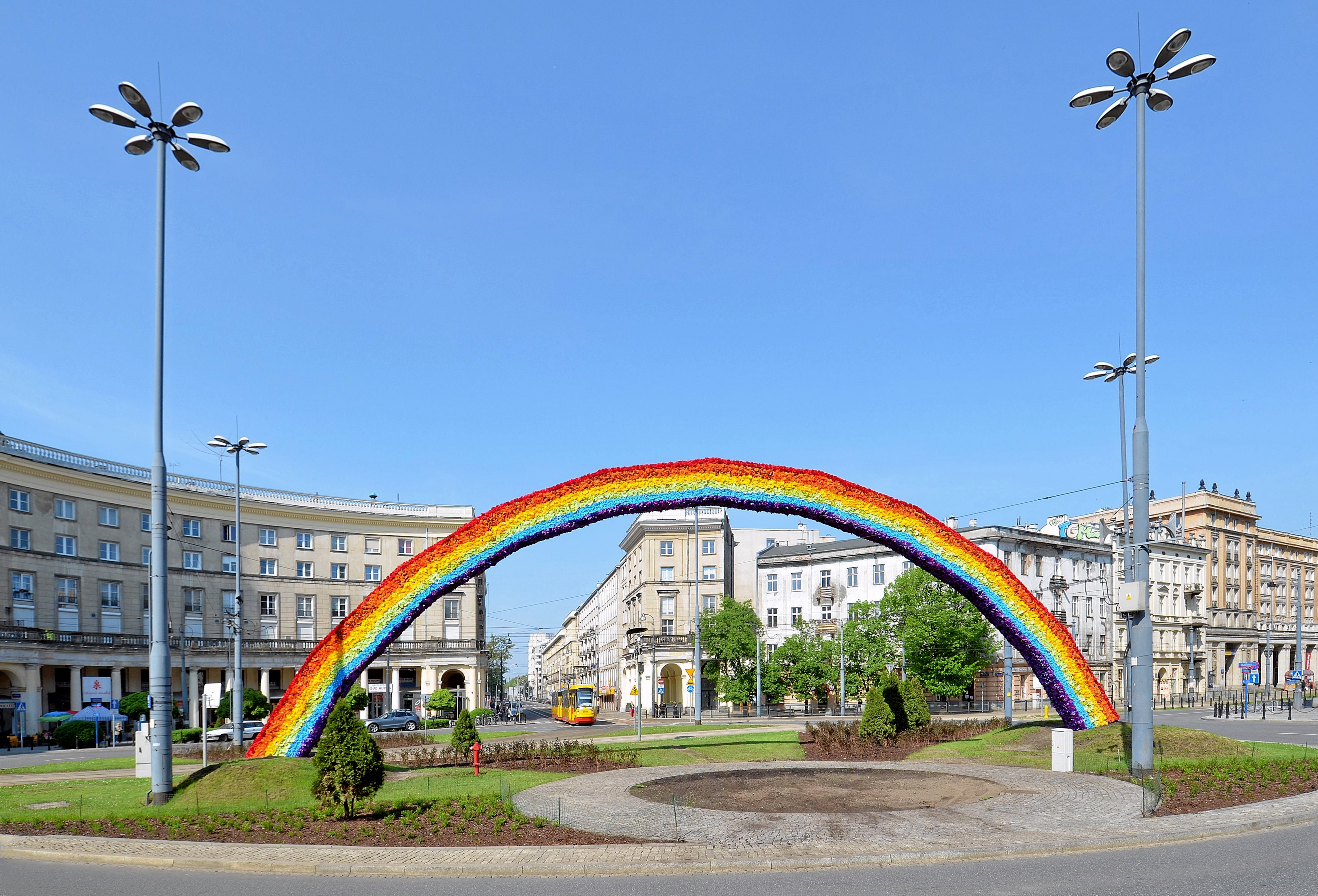
Tęcza, Maggio 2014

Tęcza (in polacco "arcobaleno") è un'opera realizzata dall'artista contemporanea Julita Wójcik a seguito dell’entrata in carica del Presidente della Repubblica di Polonia Andrzej Duda nell’agosto 2015 
.
L'installazione rappresenta un arcobaleno composto di fiori artificiali e installato nella Piazza dei salvatori (Plac Zbawiciela) a Varsavia nell'estate del 2012..
Conservata dall' Adam Mickiewicz Institute l'opera è stata più volte danneggiata da estremisti cattolici a causa del contesto LGBT polacco. La costruzione è stata rimossa permanentemente nell'agosto del 2015, tre anni dopo la sua installazione.
Per questo progetto, Wójcik ha ricevuto il premio Paszport Polityki

## Storia
L'opera è la terza di una serie di installazioni create negli ultimi anni: la seconda è stata impiantata l'8 Ottobre 2011 davanti al Parlamento europeo a Bruxelles durante la presidenza polacca dell'Unione Europea.
L'8 Giugno 2012 il ponte venne spostato a Varsavia.
Durante la notte tra il 26 e il 25 Agosto 2015, la costruzione è stata permanentemente dismessa.

## Vandalismo e controversie

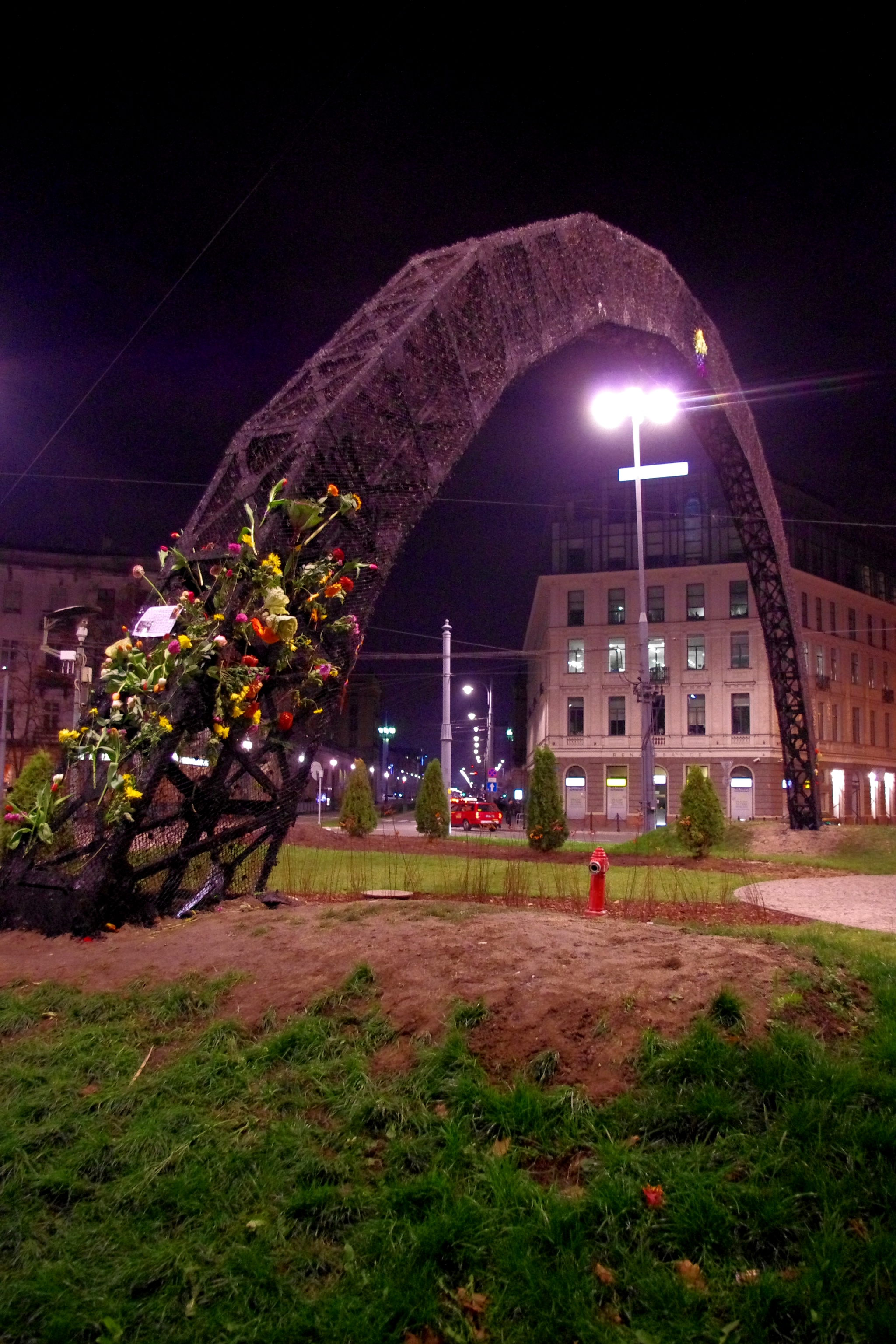
Tęcza bruciato nel Novembre 2012, con alcune decorazioni donate da volontari

Poiché Tęcza aveva esattamente sei colori come la bandiera arcobaleno, simbolo del movimento LGBT, e vista la vicinanza ad una chiesa, l'installazione ha fin da subito provocato diverse controversie 
Il ponte è stato vandalizzato cinque volte durante Novembre 2013 da rappresentanti dell'estrema destra polacca, una volta il 13 settembre 2012, una in seguito il primo gennaio 2013 (con un incendio accidentale ai fiori), tre giorni dopo il 4 Gennaio, ancora a Luglio 2013 e una volta ancora durante le marce per il Giorno dell'indipendenza della Polonia l'11 Novembre 2013.
Complessivamente l'installazione è stata criticata da rappresentanti dell'ala destra e conservatrice. Il politico Bartosz Kownacki ha definito l'opera un "arcobaleno frocio" (pedalska tęcza).